# Nyctemera signata
Nyctemera signata är en fjärilsart som beskrevs av Butler 1878. Nyctemera signata ingår i släktet Nyctemera och familjen björnspinnare. Inga underarter finns listade i Catalogue of Life.